# شابور خوار

خريطة فارس الساسانية.

شابور خوار (بالفارسية الوسطى (البهلوية): Šāhpuhr-Xwarra، وتعني "مجد شابور") كانت واحدة من الأقسام الإدارية الأربعة (الخمسة اللاحقة) في محافظة فارس [الإنجليزية] الساسانية. كانت التقسيمات الإدارية الأخرى هي أردشير خوار، وإصطخر، وداراجرد، في حين تأسست مقاطعة خامسة تدعى أراجان في أوائل القرن السادس على يد قباذ الأول (حكم من 498 إلى 531).